# Lorttjärnen (Heds socken, Västmanland)
Lorttjärnen är en sjö i Skinnskattebergs kommun i Västmanland och ingår i Norrströms huvudavrinningsområde.